# Магури-Ракатау (Клуж)
Магури-Ракатау (рум. Măguri-Răcătău) насеље је у Румунији у округу Клуж у општини Магури-Ракатау. Oпштина се налази на надморској висини од 700 m.

## Становништво
Према подацима из 2011. године у насељу је живело 889 становника.